# Masaru Furukawa
Masaru Furukawa (n. 6 ianuarie 1936, Hashimoto, Prefectura Wakayama, Japonia – d. 21 noiembrie 1993) a fost un înotător ce a reprezentat Japonia, medaliat olimpic. A participat la o ediție a Jocurilor Olimpice (1956) în care a câștigat o medalie de aur.